# Utrka na 10 km u brzom hodanju na Olimpijskim igrama

## Muškarci
Osvajači olimpijskih medalja u atletskoj disciplini 10 km brzo hodanje prikazani su u donjoj tablici. Nakon Olimpijskih igara u Helsinkiju 1952. godine ova je disciplina izbačena iz programa, te ju je zamijenila disciplina 20 km hodanje.
| Olimpijske igre | Zlato                 | Zlato   | Srebro                  | Srebro  | Bronca                  | Bronca  |
| Stockholm 1912. | George Goulding (KAN) | 46:28.4 | Ernest Webb (VBR)       | 46:50.4 | Fernando Altimani (ITA) | 47:37.6 |
| Antwerpen 1920. | Ugo Frigerio (ITA)    | 48:06.2 | Joseph Pearman (USA)    | 49:40.8 | Charles Gunn (VBR)      | 49:44.4 |
| Pariz 1924.     | Ugo Frigerio (ITA)    | 47:49.0 | Gordon Goodwin (VBR)    | 48:37.9 | Cecil McMaster (JAR)    | 49:08.0 |
| London 1948.    | John Mikaelsson (ŠVE) | 45:13.2 | Ingemar Johansson (ŠVE) | 45:43.8 | Fritz Schwab (ŠVI)      | 46:00.2 |
| Helsinki 1952.  | John Mikaelsson (ŠVE) | 45:02.8 | Fritz Schwab (ŠVI)      | 45:41.0 | Bruno Junk (SSSR)       | 45:41.0 |

## Žene
Osvajačice olimpijskih medalja u atletskoj disciplini 10 km brzo hodanje, koja se u programu Igara našla u dva navrata, prikazani su u donjoj tablici. Nakon Olimpijskih igara u Atlanti 1996. godine ova je disciplina izbačena iz programa, te ju je zamijenila disciplina 20 km hodanje.
| Olimpijske igre | Zlato                   | Srebro                   | Bronca           |
| Barcelona 1992. | Čen Jueling (KIN)       | Jelena Nikolajeva (ZND)  | Li Čunksiu (KIN) |
| Atlanta 1996.   | Jelena Nikolajeva (RUS) | Elisabetta Perrone (ITA) | Vang Jan (KIN)   |